# 虹志電腦
虹志電腦（英語： AST Research, Inc.）是美國一間已被收購的個人電腦生產商，1980年由黃朝虹（Albert Wong）、Safi Qureshey與袁志坤（Thomas Yuen）於加州歐文創立。黃朝虹與袁志坤是香港移民。公司英文名字來自三人名稱首字母；中文名字來自兩華人。

## 簡史
虹志電腦初期業務為生產微電腦擴展卡，後轉為個人電腦製造。台灣虹志電腦股份有限公司為1980年代時新竹科學園區的第三大個人電腦出貨廠商，1990年代曾在香港新界葵涌大連排道宏達工業中心及屯門工業區設有廠房，生產桌面電腦及手提電腦。
虹志電腦是1988年開發延伸工業標準架構（EISA）之九間公司之一。1990年收購Tandy的個人電腦生產業務。1991年曾由美國經濟雜誌《Fortune》選為美國五百大銷售公司。
1996年8月11日為三星集團併購。1999年1月，公司商號「AST」與智慧財產被轉售給「AST Computers, LLC」。2001年結束營業。